# Кукушковый воробьиный сыч
Кукушковый воробьиный сыч (лат. Glaucidium cuculoides) — птица из семейства совиных, обитающая в северных странах Южной Азии (в центральной и северо-восточной Индии, Непале, Бангладеш, иногда в Пакистане), Юго-Восточной Азии (Мьянме, Таиланде, Северном Китае, Камбодже, Лаосе, Вьетнаме). 
Длина тела составляет около 23 сантиметров. Питается жуками и мелкими животными. Естественная среда обитания — умеренный лес. Этот вид обладает разноцветным оперением, в частности, сочетанием белого с коричневым. Часто птицы становятся домашними животными для состоятельных людей и, как правило, не живут долго в неволе. Из-за этого в настоящее время вид находится под охраной.